# قائمة المستعمرات الفرنسية

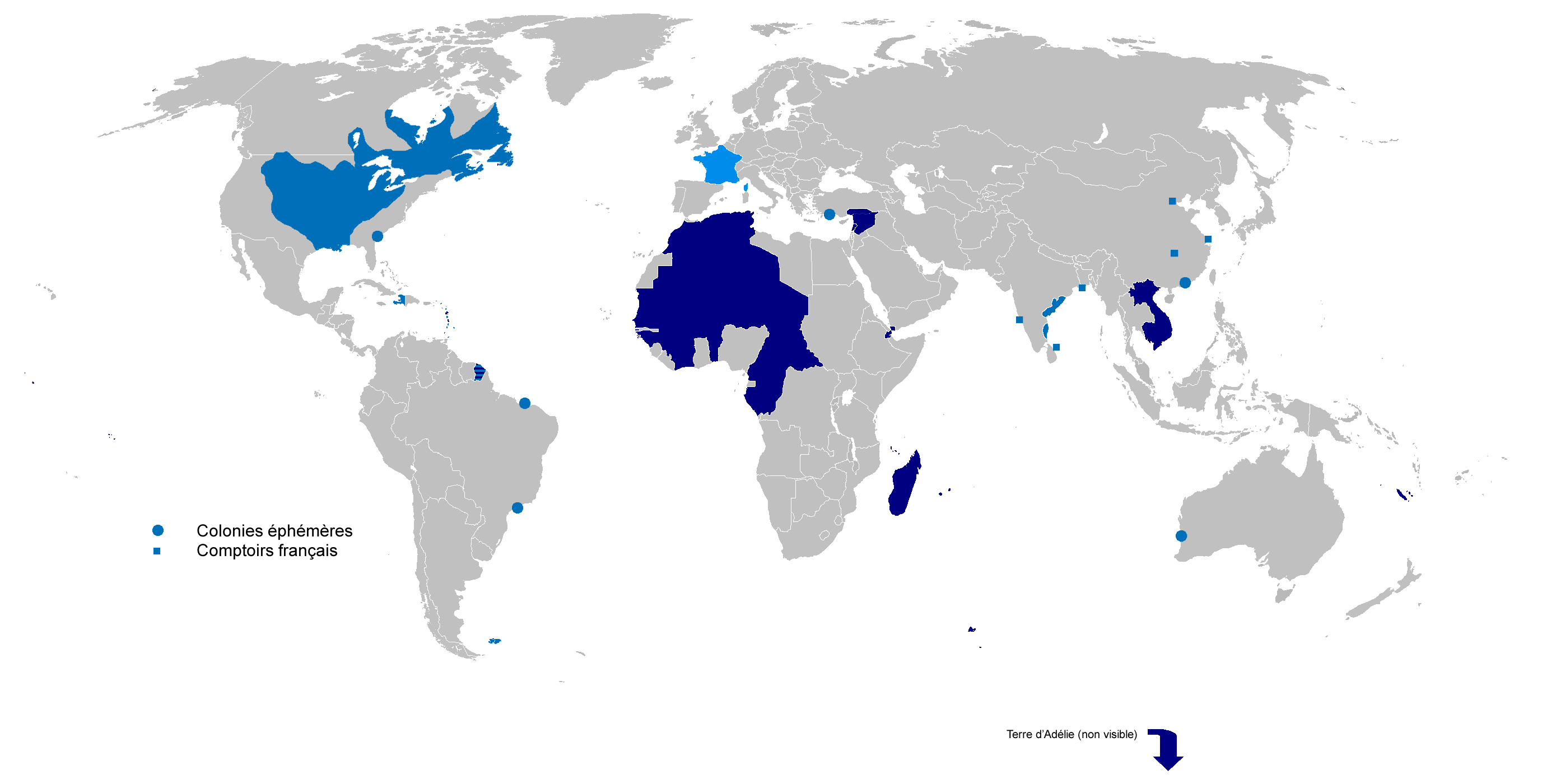
الإمبراطورية الفرنسية الاستعمارية (1534 - 1980) في أقصى اتساع لها.

من القرن السادس عشر إلى القرن السابع عشر، امتدت الإمبراطورية الاستعمارية الفرنسية الأولى من مساحة إجمالية في ذروتها عام 1680 إلى أكثر من
10,000,000 كـم2 (3,900,000 ميل2)، وهي ثاني أكبر إمبراطورية في العالم في ذلك الوقت بعد الإمبراطورية الإسبانية فقط. خلال القرنين التاسع عشر والعشرين، كانت الإمبراطورية الاستعمارية الفرنسية ثاني أكبر إمبراطورية استعمارية في العالم بعد الإمبراطورية البريطانية. امتدت أكثر من 13,500,000 كـم2 (5,200,000 ميل2) من الأرض في أوجها في عشرينيات وثلاثينيات القرن الماضي. لكن من حيث عدد السكان، عشية الحرب العالمية الثانية، بلغ عدد سكان فرنسا وممتلكاتها الاستعمارية 150 مليون نسمة فقط، مقارنة بـ 330 مليونًا للهند البريطانية وحدها.
بدأت فرنسا في إنشاء مستعمرات في أمريكا الشمالية ومنطقة البحر الكاريبي والهند، بعد النجاحات الإسبانية والبرتغالية خلال عصر الاكتشاف، في تنافس مع بريطانيا. سلسلة من الحروب مع بريطانيا خلال القرن الثامن عشر وأوائل القرن التاسع عشر، والتي خسرتها فرنسا أخيرًا، كادت أن تنهي طموحاتها الاستعمارية في هذه المناطق، وبدون ذلك ما يسميه بعض المؤرخين الإمبراطورية الاستعمارية الفرنسية «الأولى» في القرن التاسع عشر، بدءًا بغزو الجزائر في عام 1830، بدأت فرنسا في تأسيس إمبراطورية جديدة في إفريقيا وجنوب شرق آسيا.
فيما يلي قائمة بجميع البلدان التي كانت جزءًا من الإمبراطوريات الاستعمارية الفرنسية في السنوات الخمسمائة الماضية، إما كليًا أو جزئيًا، إما تحت السيادة الفرنسية أو تحت الانتداب.

## أوروبا
- الإدارات الفرنسية في اليونان (1797 - 1802).
- مالطا (1798 - 1800).

## في الأمريكيتين

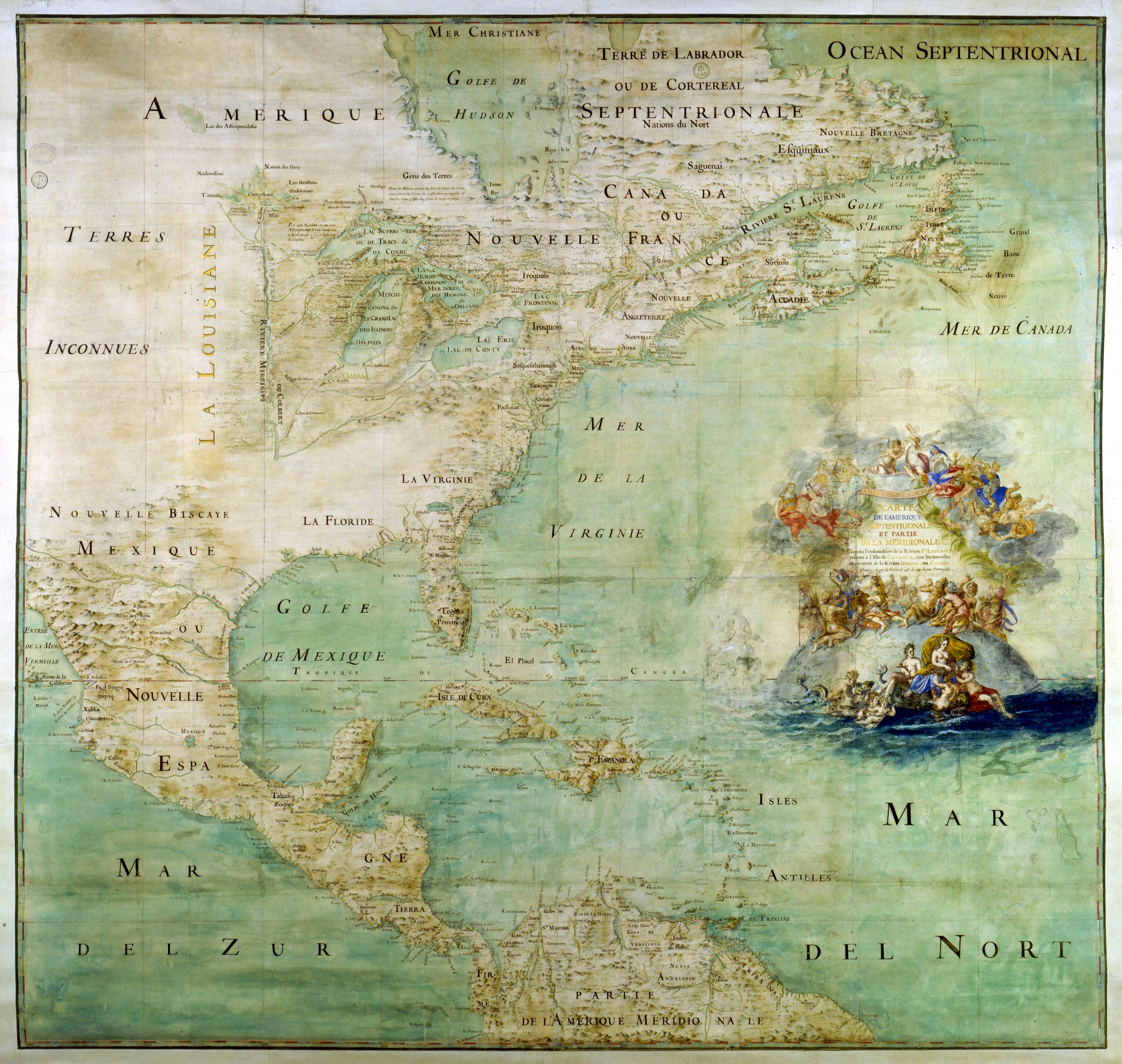
Map of the northern part and upper southern parts of the Americas, showing the results of the expeditions of جاك ماركيت and لويس جولييه (1673) and of روبير دو لا سال in the مسيسيبي valley (1681).

Map of فرنسا الجديدة

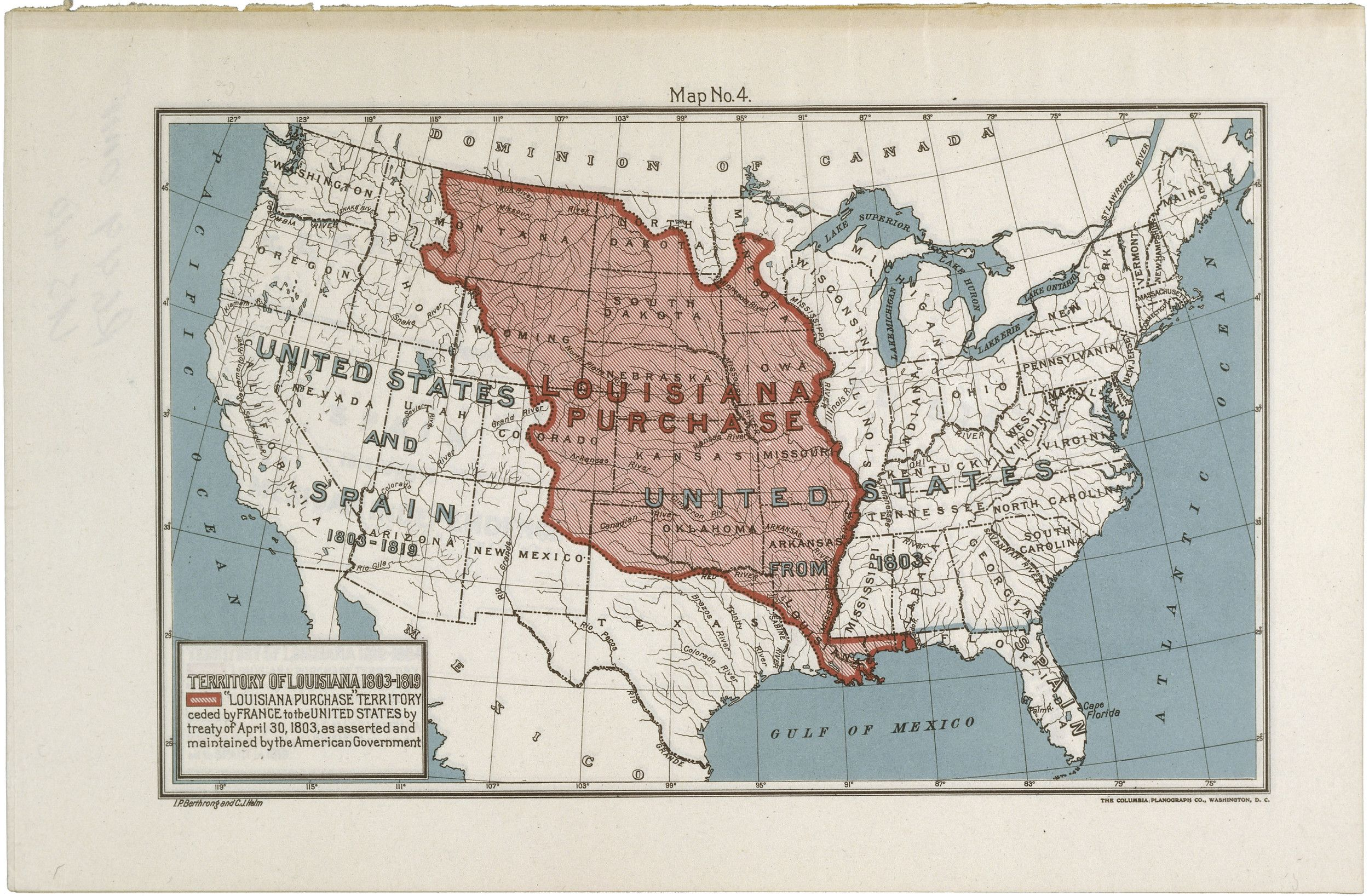
This map shows the Louisiana Purchase area, which corresponds approximately with colonial French Louisiana.

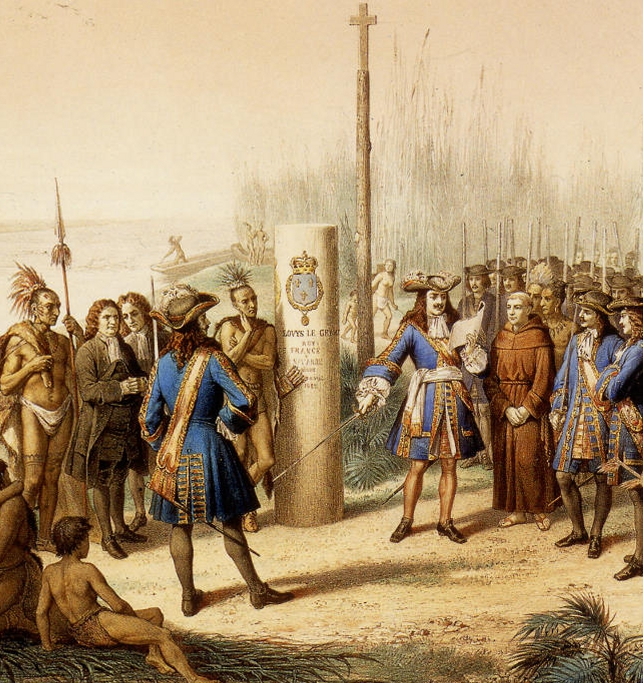
Taking up of the لويزيانا الفرنسية by روبير دو لا سال in the name of the
مملكة فرنسا

- ما يعرف الآن بجمهورية الدومينيكان (1795–1809)
- كندا
  - فرنسا الجديدة (1534–1763)، والأراضي المجاورة:
    - أكاديا (1604–1713)
    - نيوفندلاند ولابرادور
    - خليج هدسون
    - نهر سانت لورانس
    - البحيرات العظمى
    - بحيرة وينيبيغ
    - كيبك
- ما يعرف الآن بالولايات المتَّحدة
  - تكساس الفرنسية (تكساس) (1685–1689)
  - سانت كروا (1650–1733)
  - Fort Caroline في فلوريدا الفرنسية (احتلها الهوغونوتيون) (1562–1565)
  - فينسينس و Fort Ouiatenon في إنديانا
  - French Louisiana (22.3% of the current territory) (1764–1804) (sold by نابليون بونابرت) (انظر أيضًا: لويزيانا)
    - Lower Louisiana
    - Upper Louisiana

  - لويزيانا الفرنسية (1672–1764)
- ما يعرف الآن بالبرازيل
  - France Équinoxiale (Bay of São Luis) (1610–1615)
  - The island of Saint Alexis (1531)
  - The Territory of أمابا (1897) (disputed Franco-Brazilian territory resolved in favour of البرازيل)[1]
  - The city of Viçosa-Ceará (Territory of Ibiapaba) (1590–1604)
  - فرنسا أنتاركتيكا , to Fort Coligny ( Rio de Janeiro Bay; intended as a haven for Huguenots) (1555–1567)
  - فرناندو دي نورونيا's island (1736–1737)
- هايتي (1627–1804)
- Present-day سورينام
  - Tapanahony (District of ضاحية سيباليويني) (Controversial Franco-Dutch in favour of the هولندا) (25.8% of the current territory) (1814)
- Îles des Saintes (1648–present)
- ماري غالانتي  [لغات أخرى]‏ (1635–present)
- لا ديزيراد (1635–present)
- غوادلوب (1635–present)
- مارتينيك (1635–present)
- غويانا الفرنسية (1604–present)
- سان بيير وميكلون (1604–1713, 1763–present)
- تجمع سان مارتين (1624–present)
- سان بارتيلمي (1648–1784, 1878–present)
- دومينيكا (1625–1763, 1778–1783)
- نيفيس (1782–1784)
- غرينادا (1650–1762, 1779–1783)
- سانت فينسنت والغرينادين (1719–1763, 1779–1783)
- سانت كيتس (1628–1690, 1698–1702, 1706, 1782–1783)
- أنتيغوا (briefly in 1666)
- سانت لوسيا (1650–1723, 1756–1778, 1784–1803)
- Present-day غيانا (1782–1784)
- توباغو (1666–1667, 1781–1793, 1802–1803)

## في أفريقيا

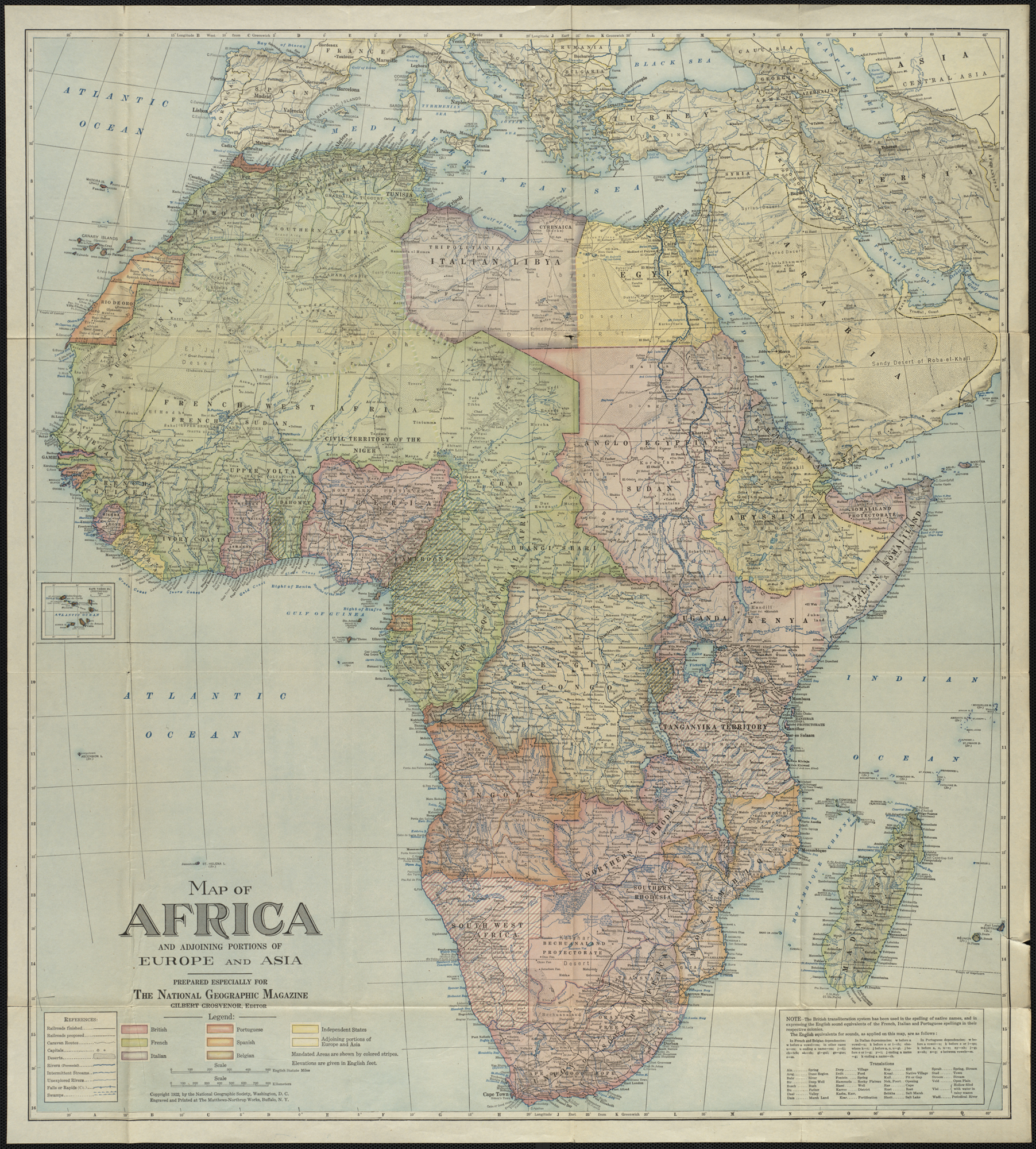
Map of French colonies in Africa (in green)

### شمال أفريقيا الفرنسية
- الحماية الفرنسية على المغرب (1912–1956) (حماية) (89% of the current territory) (now المغرب)
- مقاطعةالجزائر الفرنسية (1830–1962)
- الحماية الفرنسية في تونس (1881–1956) (حماية) (تونس)

### غرب أفريقيا الفرنسي
- ساحل العاج (1843–1960)
- مملكة داهومي or داهومي الفرنسية (now بنين) (1883–1960)
  - Independent of مملكة داهومي, under French protectorate in 1889
  - بورتو نوفو (protectorate) (1863–1865, 1882)
  - كوتونو (protectorate) (1868)
- السودان الفرنسي (now مالي) (1883–1960)
  - Senegambia and Niger (1902–1904)
- غينيا or غينيا الفرنسية (1891–1958)
- موريتانيا (1902–1960)
  - مستعمرة موريتانيا emirate (protectorate) (1909)
  - The Taganit confederation's emirate (protectorate) (1905)
  - ولاية البراكنة confederation's emirate (protectorate)
  - إمارة الترارزة (protectorate) (1902)
- النيجر (1890–1960)
  - Sultanate of Damagaram (زندر) (protectorate) (1899)
- السنغال (1677–1960)
- فولتا العليا الفرنسية (now بوركينا فاسو) (1896–1960)
- توغو الفرنسية (1918–1960) (formerly a الإمبراطورية الألمانية الاستعمارية، انتداب became a French colony) (now توغو)
- نيجيريا
  - The Enclaves of Forcados and Badjibo (territory under a lease of 30 years) (1900–1927)
  - The Emirate of Muri  [لغات أخرى]‏ (Northeast of نيجيريا) (1892–1893)
- غامبيا
  - Albreda (1681–1857)
  - جزيرة كونتا كينتي (1695–1697, 1702)

### أفريقيا الاستوائية الفرنسية
- تشاد (1900–1960)
- أوبانغي شاري (currently جمهورية أفريقيا الوسطى) (1905–1960)
  - Dar al Kuti (protectorate) (1897) (in 1912 its sultanate was suppressed by the French)
  - Sultanate of بانغاسو (protectorate) (1894)
- Present-day جمهورية الكونغو, then الكونغو الفرنسية (1875–1960)
- الغابون (1839–1960)
- الكاميرون الفرنسية (91% of current الكاميرون) (1918–1960) (formerly a الإمبراطورية الألمانية الاستعمارية، انتداب، حماية then French Colony)
- ساو تومي وبرينسيب (1709)

### East Africa and Indian Ocean
- مدغشقر (1896–1960)
  - Kingdom of مملكة ميرينا (protectorate) (1896)
- Isle de France  [لغات أخرى]‏ (1715–1810) (now موريشيوس)
- جيبوتي (الصومال الفرنسي) (the French Territory of the Afars and the Issas) (الصومال الفرنسي) (1862–1977)
- مايوت (1841–present)
- سيشل (1756–1810)
- أرخبيل تشاغوس (1721–1745, 1768–1814)
- The جزر مبعثرة في المحيط الهندي (بانك دو جيسير، باساس الهندية، جزيرة يوروبا، جزيرة جوان دي نوفا، جزر كلوريوسو، جزيرة تروملين)
- جزر القمر (1866–1975)
- لا ريونيون (1710–present)

## في آسيا
- الهند الصينية الفرنسية
  - الهند الصينية الفرنسية (1887–1954)
    - محمية لاوس الفرنسية (1893–1953)
    - كمبوديا الخاضعة للحماية الفرنسية (1863–1953)
    - فيتنام
      - كوجين صين الفرنسية  [لغات أخرى]‏ (Southern Vietnam) (1858–1949)
      - انام  [لغات أخرى]‏ (Central Vietnam) (1883–1949)
      - Tonkin (protectorate)  [لغات أخرى]‏ (Northern Vietnam) (1884–1949)
      - دولة فيتنام (1949–1954)
      - جزر سبراتلي (1933–1939)
      - جزر باراسيل (1933–1939)
- الهند and سريلانكا
  - الهند الفرنسية
    - الهند الفرنسية, composed of منطقة بونديشيري (1765–1954); Karikal (1725–1954); ماهي  [لغات أخرى]‏ (1721–1954) Yanaon (1723–1954); Chandernagor (1673–1952)
- تايوان
  - The city/port of كيلونغ (1884–1885)
  - بسكادورز (1885)
- باسيلان (1845)
- الصين
  - The territory of غوانغجووان  [لغات أخرى]‏, a dependency of الهند الصينية الفرنسية) (1898–1945)
  - The foreign concessions : French Concession of Shanghai (1849–1946), الامتيازات في تيانجين (1860–1946) and هانكو (1898–1946)
  - The Spheres of French influence officially recognized by China on the provinces of يونان، قوانغشي، هاينان، غوانغدونغ
  - Shamian Island (1859–1949) (a fifth of the island)
- فلسطين
- العراق ( شمال مناطق الدولة فقط هي أربيل والموصل وكردستان)
- سوريا or الانتداب الفرنسي على سوريا ولبنان (1920–1946) (الانتداب الفرنسي على سوريا ولبنان)
  - دولة جبل العلويين (1920–1936)
  - دولة حلب (1920–1924)
  - دولة جبل الدروز (1921–1936)
  - دولة دمشق (1920–1924)
  - لواء إسكندرون (now part of تركيا)
  - الانتداب الفرنسي على لبنان (now it is لبنان) (1920–1946)
- لبنان or الانتداب الفرنسي على لبنان (1920–1946) (الانتداب الفرنسي على سوريا ولبنان)
  - جبل لبنان (An international protocol fixes the autonomy of the جبل لبنان under the protection of France)[2]
- اليمن
  - جبل الشيخ سعيد (Some French atlases and history books claimed the territory was French, but France never occupied it and never claimed jurisdiction or sovereignty over the territory, which therefore was never French, remaining under Turkish, then Yemeni control.[3])

## في أوقيانوسيا
- جزيرة كليبرتون (1858–present)
- بولينزيا الفرنسية
  - جزر الجمعية (became a French protectorate in 1843 and a colony in 1880)
    - تاهيتي, known as Tahiti (protectorate) (1842–1880)
    - راياتيا and تاها (protectorate) (1880)

  - جزر تواموتو
  - جزر ماركيساس (under French control in 1870, and later incorporated into the territory of بولينزيا الفرنسية)
  - جزر غامبير
    - Mangareva (protectorate) (1844/1871)

  - جزر أوسترال
    - Rurutu (Austral Islands) (protectorate) (1858–1889)[4]
- بابوا غينيا الجديدة
  - أيرلندا الجديدة (1880–1882) (attempt at colonization, unofficial)
- كاليدونيا الجديدة
  - Chesterfield Islands
  - Matthew and Hunter Islands
  - مقاطعة جزر لويالتي  [لغات أخرى]‏
  - Île des Pins
- هاوايan Islands (1837) (at the beginning of French presence there; however, the United States persuaded the local Queen to negotiate with them instead, by means of the strength of a company of U.S. Marines)
- The هيبريدس الجديدة (فانواتو)
  - French protectorate (1887–1906)
  - Anglo-French سيادة مشتركة (1906–1980)
- أستراليا
  - Dirk Hartog Island (1772) (made an unofficial annexation for all Australia)[5][6][7]
- واليس وفوتونا (1887–present)
  - Kingdom of أوفيا  [لغات أخرى]‏ (declared to be a protectorate by King of أوفيا  [لغات أخرى]‏ and Captain Mallet in 1842. Officially in a treaty becomes a French protectorate in 1887 until annexed in 1917)
  - Kingdom of مدينة سيغاف  [لغات أخرى]‏ (signed a treaty establishing a French protectorate in 1888 until annexed in 1917)
  - Kingdom of ألو (signed a treaty establishing a French protectorate in 1888 until annexed in 1917)

## في القطب الجنوبي

Territory claim by France in Antarctic (أرض أديلي)

- أراض فرنسية جنوبية وأنتارتيكية (أراض فرنسية جنوبية وأنتارتيكية)
  - جزر كروزيت (24 January 1772[8]– present)
  - جزر كيرغولين (13 February 1772[9]– present)
  - جزيرة أمستردام (in 1843 but abandoned) (1892–present)
  - جزيرة سان بول (in 1843 but abandoned) (1892–present)
  - أرض أديلي (1840–present) (sheltering one of two French Bases in Antarctica, the other one being Franco-Italian (that borders with the الإقليم الأسترالي في القارة القطبية الجنوبية on both sides and divides that in two)